# FINA Water Polo Development Trophy 2007
La Iª edizione del FINA Water Polo Development Trophy è stata disputata dal 2 all'8 maggio 2007 a Kuwait City.
Vi hanno preso parte 12 nazionali che sono state divise in due gironi da sei, al termine dei quali si sono disputate le finali di classificazione incrociate.

Il primo trofeo della storia è stato conteso in finale da due formazioni americane, Colombia e Porto Rico, e ha visto prevalere i colombiani.

## Fase preliminare

### Gruppo A
|               | Uruguay (bandiera) | Tunisia (bandiera) | Marocco (bandiera) | Iran (bandiera) | Corea del Sud (bandiera) | Colombia (bandiera) |
| ------------- | ------------------ | ------------------ | ------------------ | --------------- | ------------------------ | ------------------- |
| Colombia      | 13-4               | 29-6               | 21-1               | 10-8            | 12-7                     |                     |
| Corea del Sud | 10-12              | 23-10              | 24-9               | 4-15            |                          |                     |
| Iran          | 20-1               | 21-3               | 11-4               |                 |                          |                     |
| Marocco       | 2-20               | 10-13              |                    |                 |                          |                     |
| Tunisia       | 4-14               |                    |                    |                 |                          |                     |
| Uruguay       |                    |                    |                    |                 |                          |                     |

|    | Squadra       | Punti | G | V | N | P | GF | GS | Diff |
| -- | ------------- | ----- | - | - | - | - | -- | -- | ---- |
| 1. | Colombia      | 10    | 5 | 5 | 0 | 0 | 85 | 26 | +59  |
| 2. | Iran          | 8     | 5 | 4 | 0 | 1 | 75 | 22 | +53  |
| 3. | Uruguay       | 6     | 5 | 3 | 0 | 2 | 54 | 41 | +13  |
| 4. | Corea del Sud | 4     | 5 | 2 | 0 | 3 | 68 | 58 | +10  |
| 5. | Tunisia       | 2     | 5 | 1 | 0 | 4 | 36 | 97 | -61  |
| 6. | Marocco       | 0     | 5 | 0 | 0 | 5 | 23 | 98 | -75  |

### Gruppo B
|                | Porto Rico (bandiera) | Kuwait (bandiera) | Kenya (bandiera) | Cile (bandiera) | Arabia Saudita (bandiera) | Algeria (bandiera) |
| -------------- | --------------------- | ----------------- | ---------------- | --------------- | ------------------------- | ------------------ |
| Algeria        | 4-12                  | 6-7               | 39-5             | 5-7             | 6-8                       |                    |
| Arabia Saudita | 8-9                   | 6-9               | 45-3             | 13-9            |                           |                    |
| Cile           | 7-13                  | 2-11              | 21-1             |                 |                           |                    |
| Kenya          | 2-19                  | 4-25              |                  |                 |                           |                    |
| Kuwait         | 9-10                  |                   |                  |                 |                           |                    |
| Porto Rico     |                       |                   |                  |                 |                           |                    |

|    | Squadra        | Punti | G | V | N | P | GF | GS  | Diff |
| -- | -------------- | ----- | - | - | - | - | -- | --- | ---- |
| 1. | Porto Rico     | 10    | 5 | 5 | 0 | 0 | 63 | 30  | +33  |
| 2. | Kuwait         | 8     | 5 | 4 | 0 | 1 | 61 | 28  | +33  |
| 3. | Arabia Saudita | 6     | 5 | 3 | 0 | 2 | 80 | 36  | +44  |
| 4. | Cile           | 4     | 5 | 2 | 0 | 3 | 46 | 43  | +3   |
| 5. | Algeria        | 2     | 5 | 1 | 0 | 4 | 60 | 39  | +21  |
| 6. | Kenya          | 0     | 5 | 0 | 0 | 5 | 15 | 149 | -134 |

## Finali

### 11º posto
| Marocco | 36-2 | Kenya |

### 9º posto
| Algeria | 11-6 | Tunisia |

### 7º posto
| Corea del Sud | 19-12 | Cile |

### 5º posto
| Arabia Saudita | 10-8 | Uruguay |

### 3º posto
| Iran | 9-5 | Kuwait |

### 1º posto
| Colombia | 16-4 | Porto Rico |

## Classifica finale
| Pos. | Squadra        |
| ---- | -------------- |
|      | Colombia       |
|      | Porto Rico     |
|      | Iran           |
| 4    | Kuwait         |
| 5    | Arabia Saudita |
| 6    | Uruguay        |
| 7    | Corea del Sud  |
| 8    | Cile           |
| 9    | Algeria        |
| 10   | Tunisia        |
| 11   | Marocco        |
| 12   | Kenya          |